# Axel Hirsoux
Axel Hirsoux (ur. 26 września 1982 w La Hestre, w gminie Manage) – belgijski piosenkarz. Reprezentant Belgii w 59. Konkursie Piosenki Eurowizji (2014).

## Życiorys

### Kariera muzyczna
Zadebiutował na scenie muzycznej w 2001, kiedy wziął udział w konkursie piosenkarskim. Jako 23-latek wziął udział w przesłuchaniach do programu Star Academy we Francji, jednak nie został wybrany do grona uczestników. W 2007 wystąpił na jednej scenie z Hélène Segarą, z którą zaśpiewał numer „Vivo per lei”. Niedługo potem zaczął występować w amatorskiej inscenizacji musicalu Notre Dame de Paris.

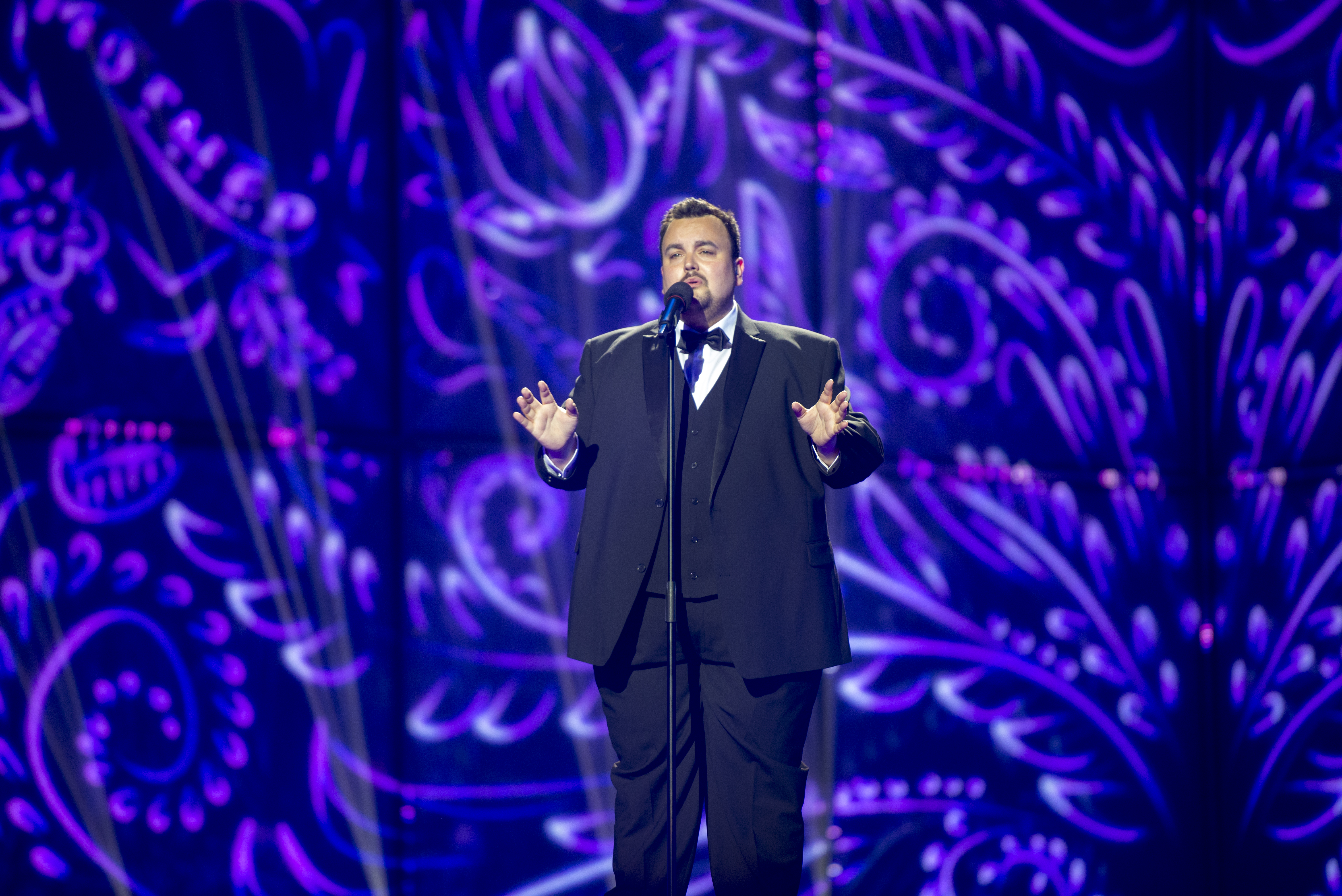
Axel Hirsoux podczas prób do występu w 59. Konkursie Piosenki Eurowizji w 2014

W 2013 wziął udział w dwóch walońskich programach telewizyjnych: Star Academy i The Voice Belgique, gdzie dołączył do drużyny Natashy Saint-Pier. Odpadł w drugiej rundzie. W lutym 2013 pomyślnie przeszedł przesłuchania do krajowych eliminacji eurowizyjnych Eurosong. Na początku marca wystąpił z piosenką „Mother” w półfinale selekcji i awansował do finału, w którym zwyciężył, zdobywszy łącznie 234 punkty (tj. 160 punktów od telewidzów za ich ponad 57% poparcie oraz 74 punkty od międzynarodowej komisji jurorskiej, w tym 4 maksymalne noty 12 punktów), dzięki czemu został reprezentantem Belgii w 59. Konkursie Piosenki Eurowizji w Kopenhadze. 6 maja wystąpił w półfinale konkursu i zajął 14. miejsce, nie kwalifikując się do finału. Jak wyznał w jednym z wywiadów po konkursie, było to jego „pierwsze w życiu tak duże, profesjonalne doświadczenie jako piosenkarz”.
Po udziale w konkursie wydał kilka singli: „Bellissimo” (2014) i „Because You Need Me” (2014), który nagrał w duecie z Camille Beniest, uczestniczką belgijskiej wersji programu The Voice Kids, „Haut l’humain” (2015). Piosenki miały znaleźć się na jego debiutanckim albumie, który miał ukazać się w 2016 nakładem wytwórni Universal Music Group. Album nie został jednak wydany. Od 2015 wydał kolejne single: „Après l’hiver” (2015), „Au plus près de mes rêves” (2016) i „Être aimé” (2018).

## Życie prywatne
W trakcie wywiadu udzielonemu serwisowi OutTV podczas przygotowań do Konkursu Piosenki Eurowizji wyznał, że zawarł związek małżeński z mężczyzną.

## Dyskografia

### Single
| 2014                           | „Mother”                                  | 7 | 32 | – |
| 2014                           | „Bellissimo”                              | – | –  | – |
| 2014                           | „Because You Need Me” (z Camille Beniest) | – | –  | – |
| 2015                           | „Haut l’humain”                           | – | –  | – |
| 2015                           | „Après l’hiver”                           | – | –  | – |
| 2016                           | „Au plus près de mes rêves”               | – | –  | – |
| 2018                           | „Être aimé”                               | – | –  | – |
| „–” pozycja nie była notowana. |                                           |   |    |   |